# تامی نوردن
تامی نوردن (انگلیسی: Tommy Norden؛ زادهٔ ۲۵ سپتامبر ۱۹۵۲) بازیگر اهل ایالات متحده آمریکا است.
از فیلم‌ها یا برنامه‌های تلویزیونی که وی در آن نقش داشته است می‌توان به در جستجوی فردا، مرد موسیقی، پنج مایل مانده به نیمه‌شب و فلیپر اشاره کرد.